# هيو كاميرون
هيو كاميرون (بالإنجليزية: Hugh Cameron)‏ (1 فبراير 1927 في المملكة المتحدة - 9 ديسمبر 2009) هو لاعب كرة قدم بريطاني في مركز جناح ‏. لعب مع نادي بوري ونادي سانت ميرين.